# Schloss Deutsch-Altenburg
Das Schloss Deutsch-Altenburg, auch Schloss Ludwigstorff bezeichnet, ist ein Schloss in Bad Deutsch-Altenburg, Niederösterreich.

## Geschichte
Die Ritter Dörr von Wildungsmauer besaßen die Burg vom 12. Jahrhundert bis 1620. 1297 wird Altenburg erstmals urkundlich erwähnt, jedoch stammen das romanische Langhaus der Kirche und der Karner aus dem Beginn des 13. Jahrhunderts. Im Mittelalter diente der Bau zur Absicherung der Ungarischen Pforte. Nach mehreren Besitzerwechseln kam das Schloss um 1709 an die Freiherren von Ludwigstorff, die es durch Carlo Antonio Carlone ausbauen ließen. Nach dem Zweiten Weltkrieg war zeitweilig im Schloss das Afrika-Museum von Ernst Zwilling untergebracht. Das Schloss ist privat und nicht zugänglich.

## Beschreibung
Das Schloss Ludwigstorff ist ein einstöckiger, vierflügeliger Bau um einen trapezoidenförmigen Innenhof und von einem Park umgeben. An den vier Gebäudeecken befinden sich Erker mit Spitzdächern.